# Paziols
Paziols  (en occitan Pasuòls ) est une commune française, située dans le sud-est du département de l'Aude en région Occitanie.
Sur le plan historique et culturel, la commune fait partie du massif des Corbières, un chaos calcaire formant la transition entre le Massif central et les Pyrénées. Exposée à un climat méditerranéen, elle est drainée par le Verdouble, la rivière du Mas de Ségure, la rivière Tarrasac, Rec del Fenouill, le ruisseau de la Coume, le ruisseau de la Trune, le ruisseau Mayrat et par divers autres petits cours d'eau. La commune possède un patrimoine naturel remarquable : un site Natura 2000 (les « basses Corbières ») et quatre zones naturelles d'intérêt écologique, faunistique et floristique.
Paziols est une commune rurale qui compte 528 habitants en 2022. Ses habitants sont appelés les Paziolais ou  Paziolaises.

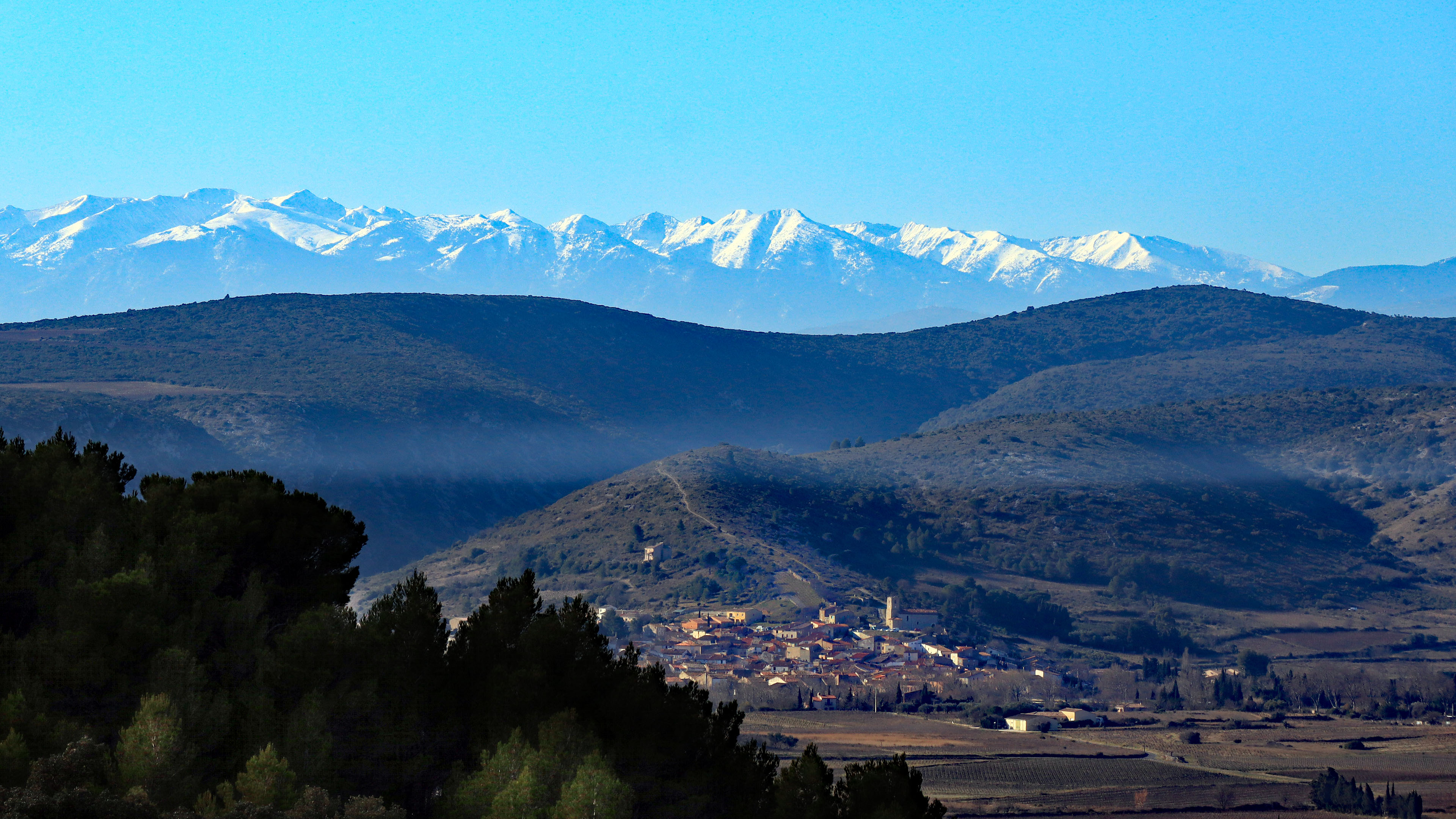
Avec le Puigmal en arrière-plan

Le patrimoine architectural de la commune comprend un immeuble protégé au titre des monuments historiques : la cave coopérative, inscrite en 2013.

## Géographie
Commune des Corbières située au pied du mont Tauch sur le Verdouble et sur le terroir Corbières (AOC). Elle est limitrophe du département des Pyrénées-Orientales.

### Communes limitrophes

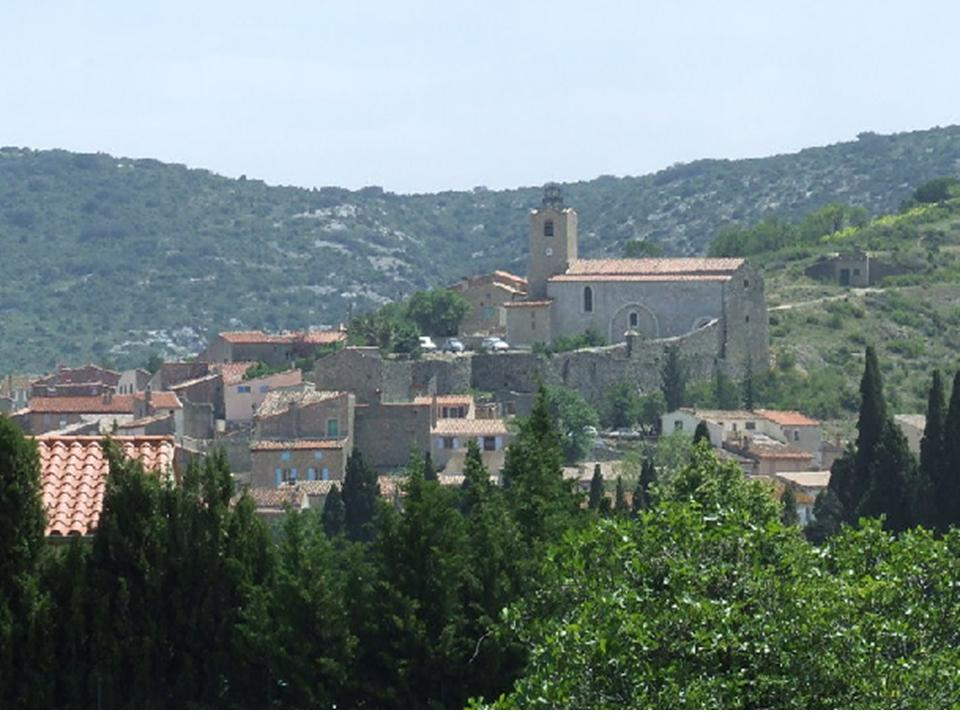
Le village.

Les communes limitrophes sont  Padern, Tautavel, Tuchan et Vingrau.
|                               | Tuchan                         |                               |
| Padern                        | Paziols                        | Vingrau (Pyrénées-Orientales) |
| Cucugnan (par un quadripoint) | Tautavel (Pyrénées-Orientales) |                               |

### Hydrographie
La commune est dans la région hydrographique « Côtiers méditerranéens », au sein du bassin hydrographique Rhône-Méditerranée-Corse. Elle est drainée par le Verdouble, la rivière du Mas de Ségure, la rivière Tarrasac, Rec del Fenouill, le ruisseau de la Coume, le ruisseau de la Trune, le ruisseau Mayrat, Rec des Lanes, Rec du Guech, le ruisseau de Cabrils, le ruisseau de Coume Pouls, le ruisseau de la Boulière, le ruisseau de la Coste Longue, le ruisseau de la Coume de la Provence,, qui constituent un réseau hydrographique de 38 km de longueur totale,.
Le Verdouble, d'une longueur totale de 46,7 km, prend sa source dans la commune de Soulatgé et s'écoule vers l'est puis se réoriente au sud. Il traverse la commune et se jette dans l'Agly à Estagel.
La rivière du Mas de Ségure, d'une longueur totale de 15,5 km, prend sa source dans la commune de Palairac et s'écoule vers le sud-est. Elle traverse la commune et se jette dans rivière Tarrasac sur le territoire communal, après avoir traversé 4 communes.
La rivière Tarrasac, d'une longueur totale de 11,7 km, prend sa source dans la commune d'Embres-et-Castelmaure et s'écoule du sud-est vers le nord-ouest puis vers le sud. Elle traverse la commune et se jette dans le Verdouble sur le territoire communal, après avoir traversé 3 communes.

### Climat
Pour des articles plus généraux, voir Climat de l'Occitanie et Climat de l'Aude.
En 2010, le climat de la commune est de type climat méditerranéen franc, selon une étude s'appuyant sur une série de données couvrant la période 1971-2000. En 2020, Météo-France publie une typologie des climats de la France métropolitaine dans laquelle la commune est exposée à un climat méditerranéen et est dans la région climatique Provence, Languedoc-Roussillon, caractérisée par une pluviométrie faible en été, un très bon ensoleillement (2 600 h/an), un été chaud (21,5 °C), un air très sec en été, sec en toutes saisons, des vents forts (fréquence de 40 à 50 % de vents > 5 m/s) et peu de brouillards.
Pour la période 1971-2000, la température annuelle moyenne est de 14,7 °C, avec  une amplitude thermique annuelle de 15,5 °C. Le cumul annuel moyen de précipitations est de 605 mm, avec 6,8 jours de précipitations en janvier et 2,9 jours en juillet. Pour la période 1991-2020 la température moyenne annuelle observée sur la station météorologique la plus proche, située sur la commune de Durban-Corbières à 17 km à vol d'oiseau, est de 15,0 °C et le cumul annuel moyen de précipitations est de 701,0 mm,. Pour l'avenir, les paramètres climatiques de la commune estimés pour 2050 selon différents scénarios d’émission de gaz à effet de serre sont consultables sur un site dédié publié par Météo-France en novembre 2022.

### Milieux naturels et biodiversité

#### Réseau Natura 2000

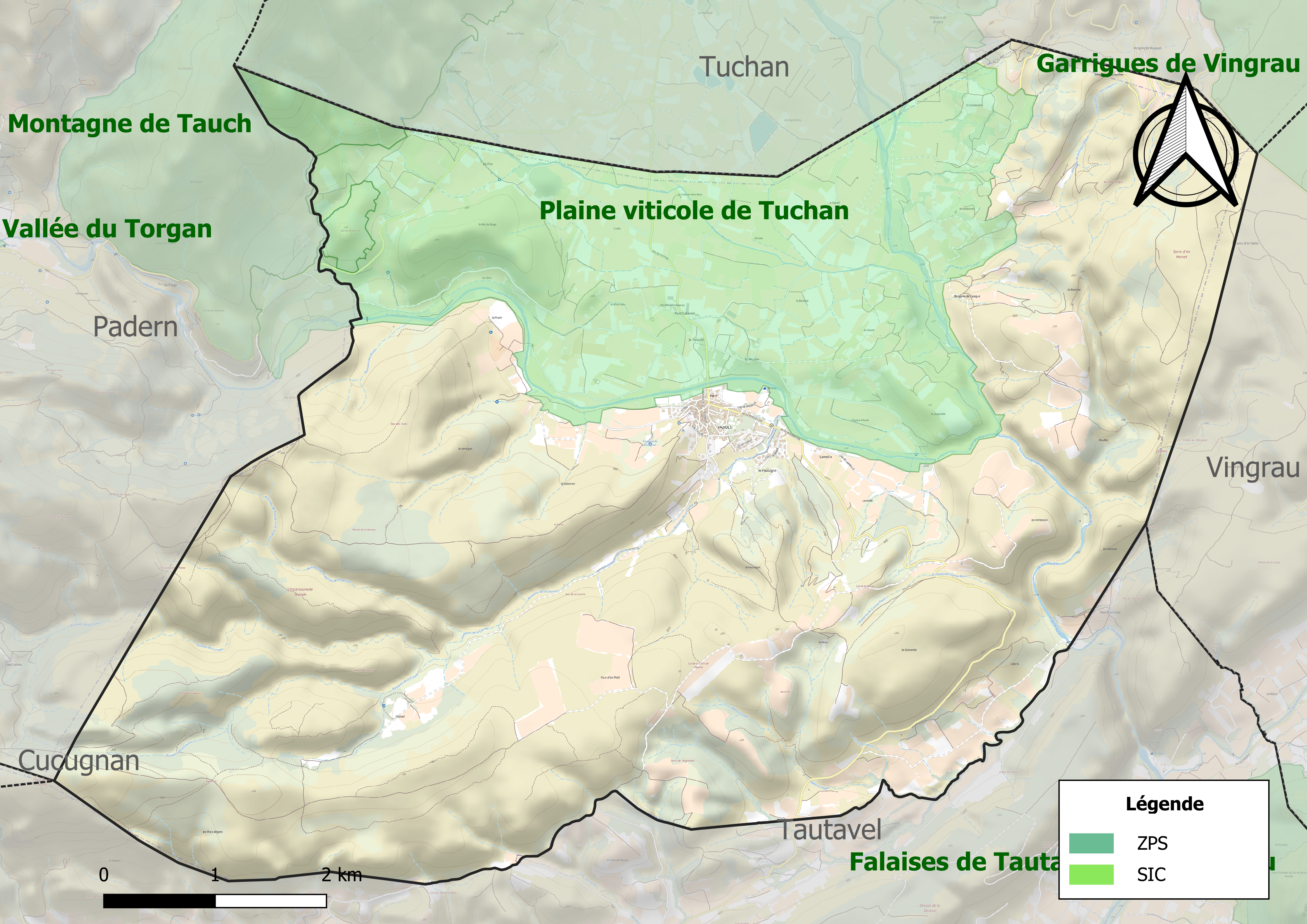
Sites Natura 2000 sur le territoire communal.

Le réseau Natura 2000 est un réseau écologique européen de sites naturels d'intérêt écologique élaboré à partir des directives habitats et oiseaux, constitué de zones spéciales de conservation (ZSC) et de zones de protection spéciale (ZPS).
Un site Natura 2000 a été défini sur la commune au titre  de la directive oiseaux : les « basses Corbières », d'une superficie de 29 495 ha, un site important pour la conservation des rapaces : l'Aigle de Bonelli, l'Aigle royal, le Grand-duc d’Europe, le Circaète Jean-le-Blanc, le Faucon pèlerin, le Busard cendré, l'Aigle botté.

#### Zones naturelles d'intérêt écologique, faunistique et floristique
L’inventaire des zones naturelles d'intérêt écologique, faunistique et floristique (ZNIEFF) a pour objectif de réaliser une couverture des zones les plus intéressantes sur le plan écologique, essentiellement dans la perspective d’améliorer la connaissance du patrimoine naturel national et de fournir aux différents décideurs un outil d’aide à la prise en compte de l’environnement dans l’aménagement du territoire.
Deux ZNIEFF de type 1 sont recensées sur la commune :
la « montagne de Tauch » (2 093 ha), couvrant 5 communes du département, et 
la « plaine viticole de Tuchan » (1 225 ha), couvrant 3 communes du département
et deux ZNIEFF de type 2, : 
- les « Corbières centrales » (68 810 ha), couvrant 56 communes dont 54 dans l'Aude et 2 dans les Pyrénées-Orientales[20] ;
- le « massif du Fenouillèdes septentrional » (14 046 ha), couvrant 14 communes dont 9 dans l'Aude et 5 dans les Pyrénées-Orientales[21].

Carte des ZNIEFF de type 1 et 2 à Paziols.
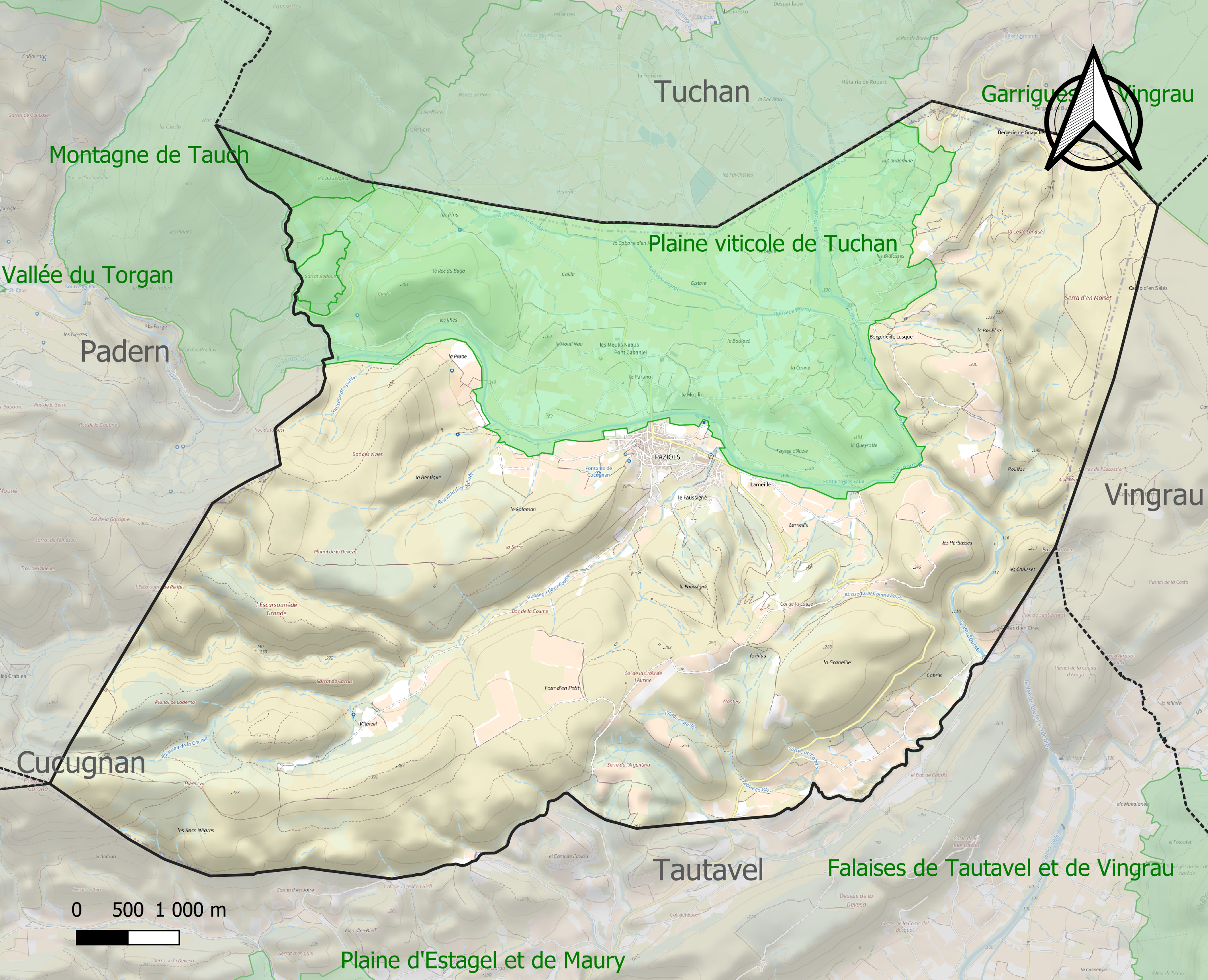
Carte des ZNIEFF de type 1 sur la commune.
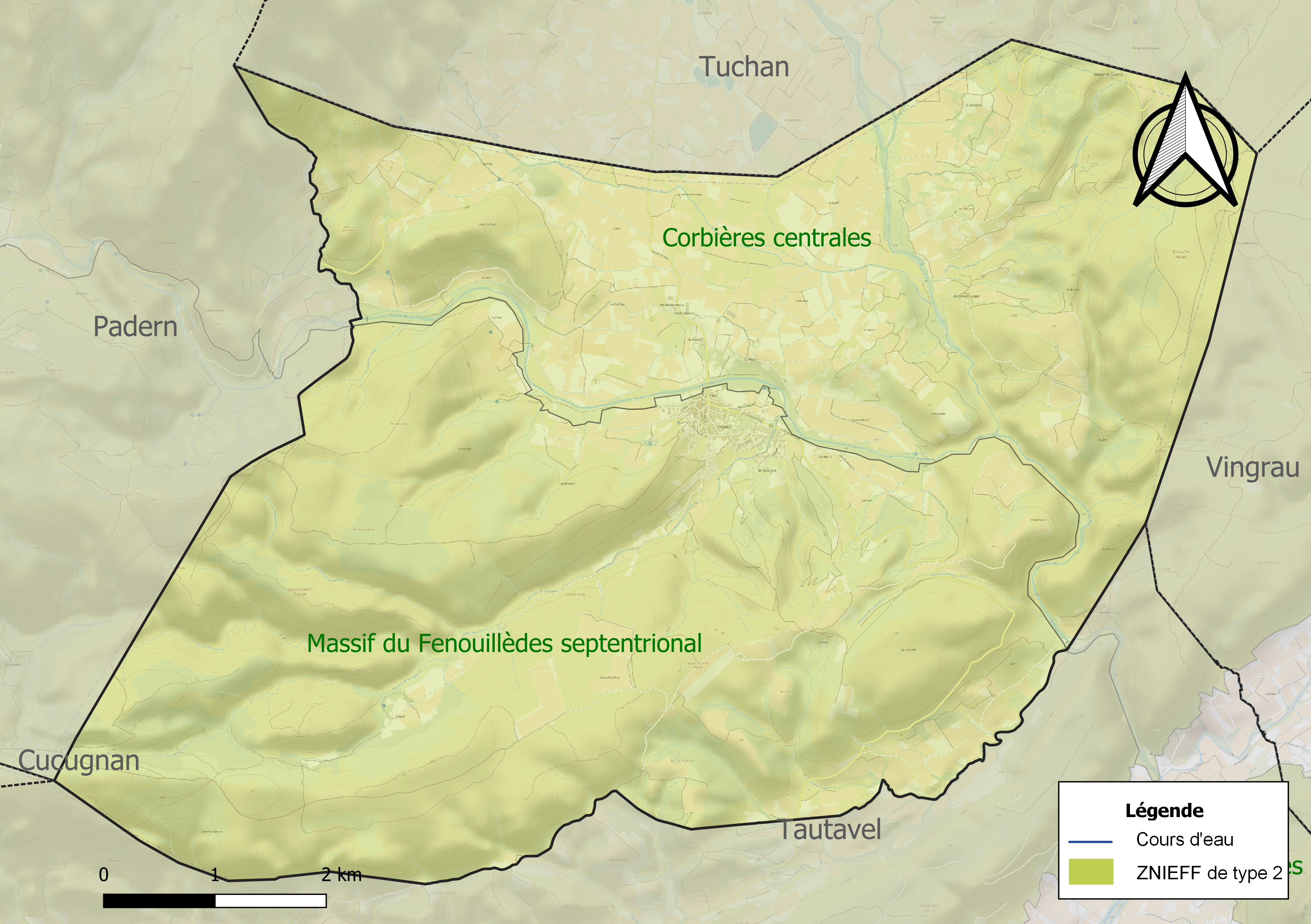
Carte des ZNIEFF de type 2 sur la commune.

## Urbanisme

### Typologie
Au 1er janvier 2024, Paziols est catégorisée commune rurale à habitat dispersé, selon la nouvelle grille communale de densité à 7 niveaux définie par l'Insee en 2022.
Elle est située hors unité urbaine et hors attraction des villes,.

### Occupation des sols
L'occupation des sols de la commune, telle qu'elle ressort de la base de données européenne d’occupation biophysique des sols Corine Land Cover (CLC), est marquée par l'importance des forêts et milieux semi-naturels (66,4 % en 2018), une proportion sensiblement équivalente à celle de 1990 (65,9 %). La répartition détaillée en 2018 est la suivante : 
milieux à végétation arbustive et/ou herbacée (63,5 %), cultures permanentes (27 %), zones agricoles hétérogènes (5,7 %), forêts (1,7 %), espaces ouverts, sans ou avec peu de végétation (1,2 %), zones urbanisées (0,9 %). L'évolution de l’occupation des sols de la commune et de ses infrastructures peut être observée sur les différentes représentations cartographiques du territoire : la carte de Cassini (XVIIIe siècle), la carte d'état-major (1820-1866) et les cartes ou photos aériennes de l'IGN pour la période actuelle (1950 à aujourd'hui).

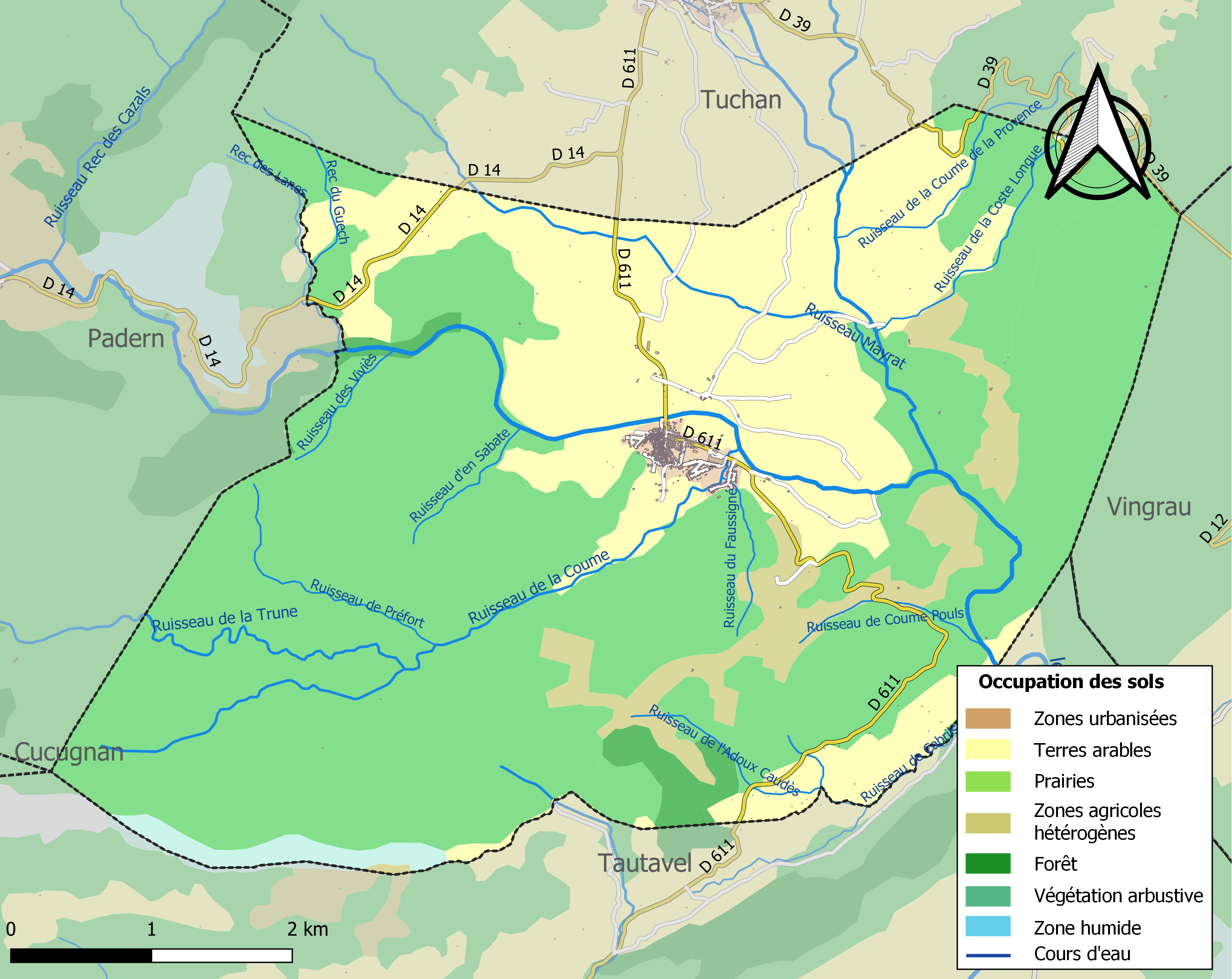
Carte des infrastructures et de l'occupation des sols de la commune en 2018 (CLC).

### Risques majeurs
Le territoire de la commune de Paziols est vulnérable à différents aléas naturels : météorologiques (tempête, orage, neige, grand froid, canicule ou sécheresse), inondations, feux de forêts et séisme (sismicité modérée). Un site publié par le BRGM permet d'évaluer simplement et rapidement les risques d'un bien localisé soit par son adresse soit par le numéro de sa parcelle.
Certaines parties du territoire communal sont susceptibles d’être affectées par le risque d’inondation par débordement de cours d'eau, notamment le Verdouble, la rivière du Mas de Ségure et la rivière Tarrasac. La commune a été reconnue en état de catastrophe naturelle au titre des dommages causés par les inondations et coulées de boue survenues en 1982, 1987, 1992, 1995, 1996, 1999, 2005, 2009, 2013, 2014 et 2018,.

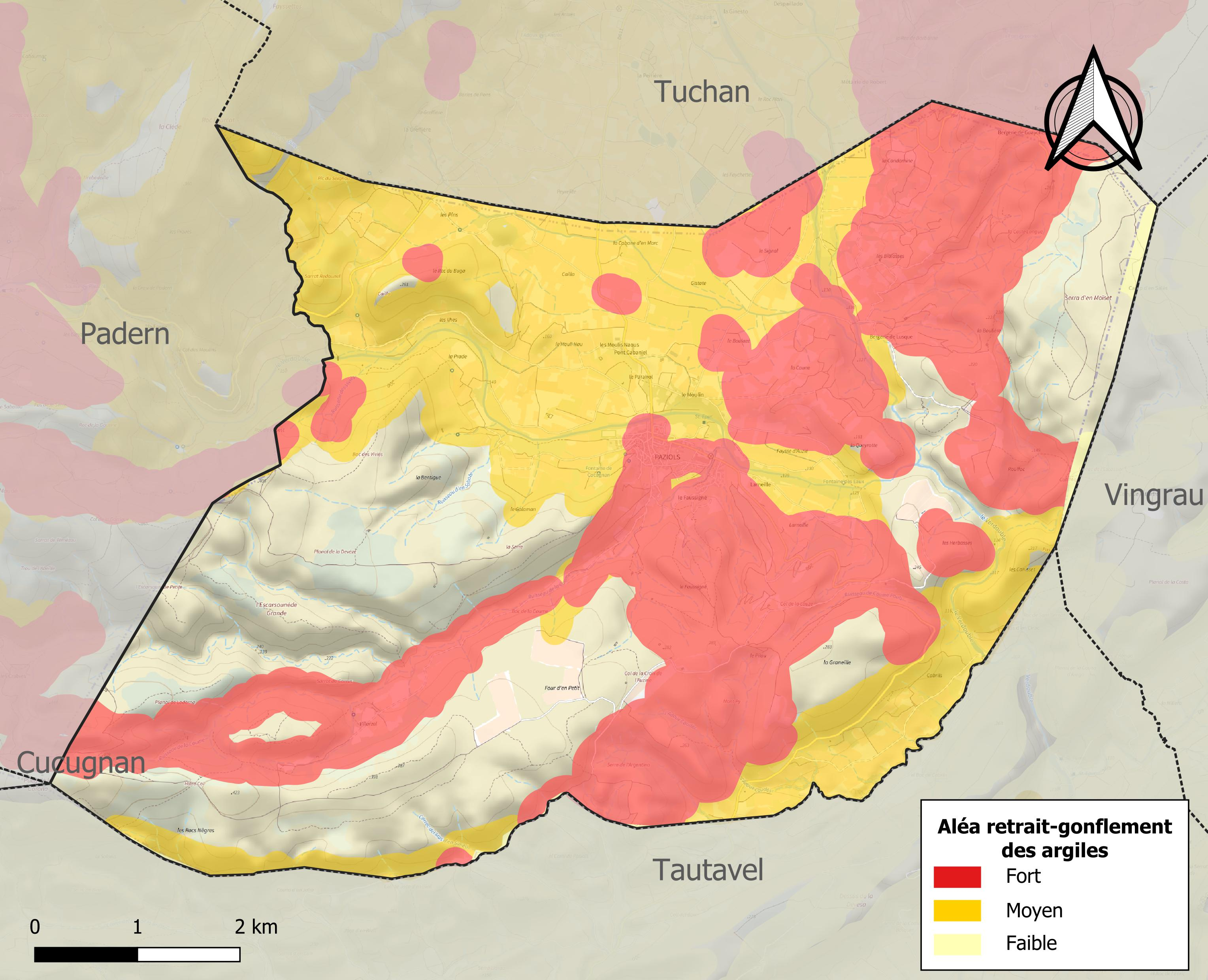
Carte des zones d'aléa retrait-gonflement des sols argileux de Paziols.

Le retrait-gonflement des sols argileux est susceptible d'engendrer des dommages importants aux bâtiments en cas d’alternance de périodes de sécheresse et de pluie. 67,3 % de la superficie communale est en aléa moyen ou fort (75,2 % au niveau départemental et 48,5 % au niveau national). Sur les 451 bâtiments dénombrés sur la commune en 2019, 449 sont en aléa moyen ou fort, soit 100 %, à comparer aux 94 % au niveau départemental et 54 % au niveau national. Une cartographie de l'exposition du territoire national au retrait gonflement des sols argileux est disponible sur le site du BRGM,.

## Histoire
Paziols au Moyen Âge
À la fin du XIIe siècle, Paziols appartenait pour la plus grande partie à la maison de Termes. Cette famille avait tenté de s'approprier le château de Paziols, mais l'avait restitué à l'abbaye de Lagrasse en 1208.
Peu de temps après la croisade contre les Albigeois, les biens de Raymond de Termes, chevalier "faidit", et le village de Paziols qui en faisait partie, sont attribués au seigneur champenois Alain de Roucy. Le château reste la propriété de l'abbaye de Lagrasse avec laquelle le nouveau seigneur a également des démêlés de 1215 à 1221.
Le rôle de l'abbaye de Lagrasse à Paziols semble se terminer vers 1248. Celle de Fontfroide, quant à elle, commence à mettre la main sur le village durant la première moitié du XIIIe siècle. À cette date, elle se voit donner quelques terres à Paziols par la famille de Cucugnan.
Vers 1260, Olivier de Termes (auquel le roi de France a restitué la plupart de ses biens à la suite des croisades en Palestine) vend Paziols et d'autres lieux environnants aux religieux de Fontfroide.
Par la suite, l'abbaye achète ou se voit céder des biens à Paziols par les familles d'Auriac, du Solier, etc.
L'abbaye achète ensuite les droits de la famille Bosario sur un marécage appelé étang de Vaze.
Peu à peu, les moines en viennent à s'approprier les moulins et les ruisseaux qui leur amènent l'eau du Verdouble, en les achetant à diverses familles nobles.
Ensuite, l'abbaye de Fontfroide s'intéresse aux droits que les rois de France se sont réservés sur le village lors de la vente par Olivier de Termes. En juillet 1308, Philippe le Bel cède à Arnaud Noubel, abbé de Fontfroide, tous les droits réservés par les Rois ses prédécesseurs (haute, basse et moyenne justice, création de prisons, etc.).
Enfin, l'abbaye, après les biens des nobles et du Roi, s'attaque aux possessions des habitants du village. En effet, les Paziolais possèdent un moulin au terroir de Padern, le moulin du Graminié. Le but de l'abbé de Fontfroide est de les contraindre à abandonner cet édifice pour qu'ils soient obligés d'utiliser celui qui lui appartient.
En ce milieu du XIVe siècle, tout ne va pas pour le mieux entre les religieux de Fontfroide et les habitants de la communauté de Paziols.
Plusieurs procès sont en cours à propos des droits de pâture, du montant des dîmes et de l'obligation de moudre au moulin du seigneur. Ces procès donnent lieu à des conventions écrites dont certaines sont parvenues jusqu'à nous.
En 1344 est établi un règlement pour l'utilisation de l'eau des ruisseaux.
Durant la seconde moitié du XIVe siècle, Fontfroide récupère des terres ayant appartenu aux familles de Castelnou et de Peyrepertuse.
En 1404, un accord intervenu entre l'abbé de Fontfroide et les Paziolais oblige ceux-ci à faire annuellement trois journées par foyer pour nettoyer le ruisseau amenant l'eau au moulin, moyennant quoi ils recevront un salaire et la nourriture, ils auront le droit de pêche à ce ruisseau certains jours de l'année et ils pourront en utiliser l'eau pour l'arrosage en fin de semaine.
Vers 1450, les Paziolais acceptent de détruire leur moulin en échange de quelques privilèges, mais ils ne pourront plus en construire d'autres à deux lieues à la ronde et porteront leur grain à celui du seigneur.

## Politique et administration
| Période                                  | Période  | Identité               | Étiquette | Qualité |
| ---------------------------------------- | -------- | ---------------------- | --------- | ------- |
| 1808                                     | 1815     | Jean-Paul Rolland      |           |         |
| 1816                                     | 1819     | Pierre Sirven          |           |         |
| 1820                                     | 1820     | Joseph Cartade         |           |         |
| 1821                                     | 1825     | Albert Pous            |           |         |
| 1828                                     | 1829     | Joseph Cartade         |           |         |
| 1829                                     | 1833     | Pierre Etienne Gironne |           |         |
| 1833                                     | 1836     | Pierre Sirven          |           |         |
| 1837                                     | 1839     | Pierre Étienne Gironne |           |         |
| 1840                                     | 1840     | Jean Picart            |           |         |
| 1848                                     | 1850     | Jean-Paul Delpey       |           |         |
| 1851                                     | 1851     | Pierre Sirven          |           |         |
| 1852                                     | 1855     | Jean-Pierre Picart     |           |         |
| 1856                                     | 1870     | Jean Cartade           |           |         |
| 1871                                     | 1875     | Pierre Bertrand        |           |         |
| 1876                                     | 1876     | Guillaume Picard       |           |         |
| 1877                                     | 1880     | Jean Cartade           |           |         |
| 2001                                     | 2008     | Maurice Wynen          |           |         |
| 2008                                     | 2014     | Alain Azeau            |           |         |
| 2014                                     | 2020     | André Vidal            |           |         |
| 2020                                     | En cours | Jonathan Oakes         |           |         |
| Les données manquantes sont à compléter. |          |                        |           |         |

## Démographie
L'évolution du nombre d'habitants est connue à travers les recensements de la population effectués dans la commune depuis 1793. Pour les communes de moins de 10 000 habitants, une enquête de recensement portant sur toute la population est réalisée tous les cinq ans, les populations de référence des années intermédiaires étant quant à elles estimées par interpolation ou extrapolation. Pour la commune, le premier recensement exhaustif entrant dans le cadre du nouveau dispositif a été réalisé en 2005.

En 2022, la commune comptait 528 habitants, en évolution de −0,75 % par rapport à 2016 (Aude : +2,65 %, France hors Mayotte : +2,11 %).
| 1793 | 1800 | 1806 | 1821 | 1831 | 1836 | 1841 | 1846 | 1851 |
| ---- | ---- | ---- | ---- | ---- | ---- | ---- | ---- | ---- |
| 377  | 410  | 525  | 510  | 535  | 561  | 575  | 609  | 625  |

| 1856 | 1861 | 1866 | 1872 | 1876 | 1881  | 1886 | 1891  | 1896 |
| ---- | ---- | ---- | ---- | ---- | ----- | ---- | ----- | ---- |
| 667  | 707  | 731  | 767  | 825  | 1 025 | 980  | 1 004 | 936  |

| 1901 | 1906 | 1911 | 1921 | 1926 | 1931 | 1936 | 1946 | 1954 |
| ---- | ---- | ---- | ---- | ---- | ---- | ---- | ---- | ---- |
| 926  | 963  | 943  | 857  | 846  | 869  | 804  | 698  | 711  |

| 1962 | 1968 | 1975 | 1982 | 1990 | 1999 | 2005 | 2006 | 2010 |
| ---- | ---- | ---- | ---- | ---- | ---- | ---- | ---- | ---- |
| 753  | 676  | 601  | 610  | 562  | 512  | 507  | 509  | 523  |

| 2015 | 2020 | 2022 | - | - | - | - | - | - |
| ---- | ---- | ---- | - | - | - | - | - | - |
| 538  | 525  | 528  | - | - | - | - | - | - |

## Économie

### Revenus
En 2018  (données Insee publiées en septembre 2021), la commune compte 212 ménages fiscaux, regroupant 427 personnes. La médiane du revenu disponible par unité de consommation est de 17 100 € (19 240 € dans le département).

### Emploi
| Division       | 2008   | 2013   | 2018   |
| -------------- | ------ | ------ | ------ |
| Commune        | 12,6 % | 11,3 % | 13,7 % |
| Département    | 10,2 % | 12,8 % | 12,6 % |
| France entière | 8,3 %  | 10 %   | 10 %   |

En 2018, la population âgée de 15 à 64 ans s'élève à 287 personnes, parmi lesquelles on compte 70,5 % d'actifs (56,8 % ayant un emploi et 13,7 % de chômeurs) et 29,5 % d'inactifs,. Depuis 2008, le taux de chômage communal (au sens du recensement) des 15-64 ans est supérieur à celui de la France et du département.
La commune est hors attraction des villes,. Elle compte 92 emplois en 2018, contre 95 en 2013 et 115 en 2008. Le nombre d'actifs ayant un emploi résidant dans la commune est de 171, soit un indicateur de concentration d'emploi de 54 % et un taux d'activité parmi les 15 ans ou plus de 47,1 %.
Sur ces 171 actifs de 15 ans ou plus ayant un emploi, 77 travaillent dans la commune, soit 45 % des habitants. Pour se rendre au travail, 75,9 % des habitants utilisent un véhicule personnel ou de fonction à quatre roues, 4,1 % les transports en commun, 10,6 % s'y rendent en deux-roues, à vélo ou à pied et 9,4 % n'ont pas besoin de transport (travail au domicile).

### Activités hors agriculture

#### Secteurs d'activités
38 établissements sont implantés  à Paziols au 31 décembre 2019. Le tableau ci-dessous en détaille le nombre par secteur d'activité et compare les ratios avec ceux du département,.
| Secteur d'activité                                                                                        | Commune | Commune | Département |
| Secteur d'activité                                                                                        | Nombre  | %       | %           |
| --- | ------- | ------- | ----------- |
| Ensemble                                                                                                  | 38      |         |             |
| Industrie manufacturière, industries extractives et autres                                                | 7       | 18,4 %  | (8,8 %)     |
| Construction                                                                                              | 8       | 21,1 %  | (14 %)      |
| Commerce de gros et de détail, transports, hébergement et restauration                                    | 11      | 28,9 %  | (32,3 %)    |
| Activités financières et d'assurance                                                                      | 1       | 2,6 %   | (2,7 %)     |
| Activités immobilières                                                                                    | 1       | 2,6 %   | (5,2 %)     |
| Activités spécialisées, scientifiques et techniques et activités de services administratifs et de soutien | 5       | 13,2 %  | (13,3 %)    |
| Administration publique, enseignement, santé humaine et action sociale                                    | 3       | 7,9 %   | (13,2 %)    |
| Autres activités de services                                                                              | 2       | 5,3 %   | (8,8 %)     |

Le secteur du commerce de gros et de détail, des transports, de l'hébergement et de la restauration est prépondérant sur la commune puisqu'il représente 28,9 % du nombre total d'établissements de la commune (11 sur les 38 entreprises implantées  à Paziols), contre 32,3 % au niveau départemental.

#### Entreprises
L' entreprise ayant son siège social sur le territoire communal qui génère le plus de chiffre d'affaires en 2020 est : 
- FBR, activités des sièges sociaux (146 k€)

### Agriculture
La commune est dans la « Région viticole » de l'Aude, une petite région agricole occupant une grande partie centrale du département, également dénommée localement « Corbeilles Minervois et Carcasses-Limouxin ». En 2020, l'orientation technico-économique de l'agriculture  sur la commune est la viticulture.
|               | 1988 | 2000 | 2010 | 2020 |
| ------------- | ---- | ---- | ---- | ---- |
| Exploitations | 92   | 54   | 37   | 25   |
| SAU (ha)      | 753  | 592  | 457  | 313  |

Le nombre d'exploitations agricoles en activité et ayant leur siège dans la commune est passé de 92 lors du recensement agricole de 1988  à 54 en 2000 puis à 37 en 2010 et enfin à 25 en 2020, soit une baisse de 73 % en 32 ans. Le même mouvement est observé à l'échelle du département qui a perdu pendant cette période 60 % de ses exploitations,. La surface agricole utilisée sur la commune a également diminué, passant de 753 ha en 1988 à 313 ha en 2020. Parallèlement la surface agricole utilisée moyenne par exploitation a augmenté, passant de 8 à 13 ha.

## Culture locale et patrimoine

### Lieux et monuments
- L'église Saint-Félix de Paziols.

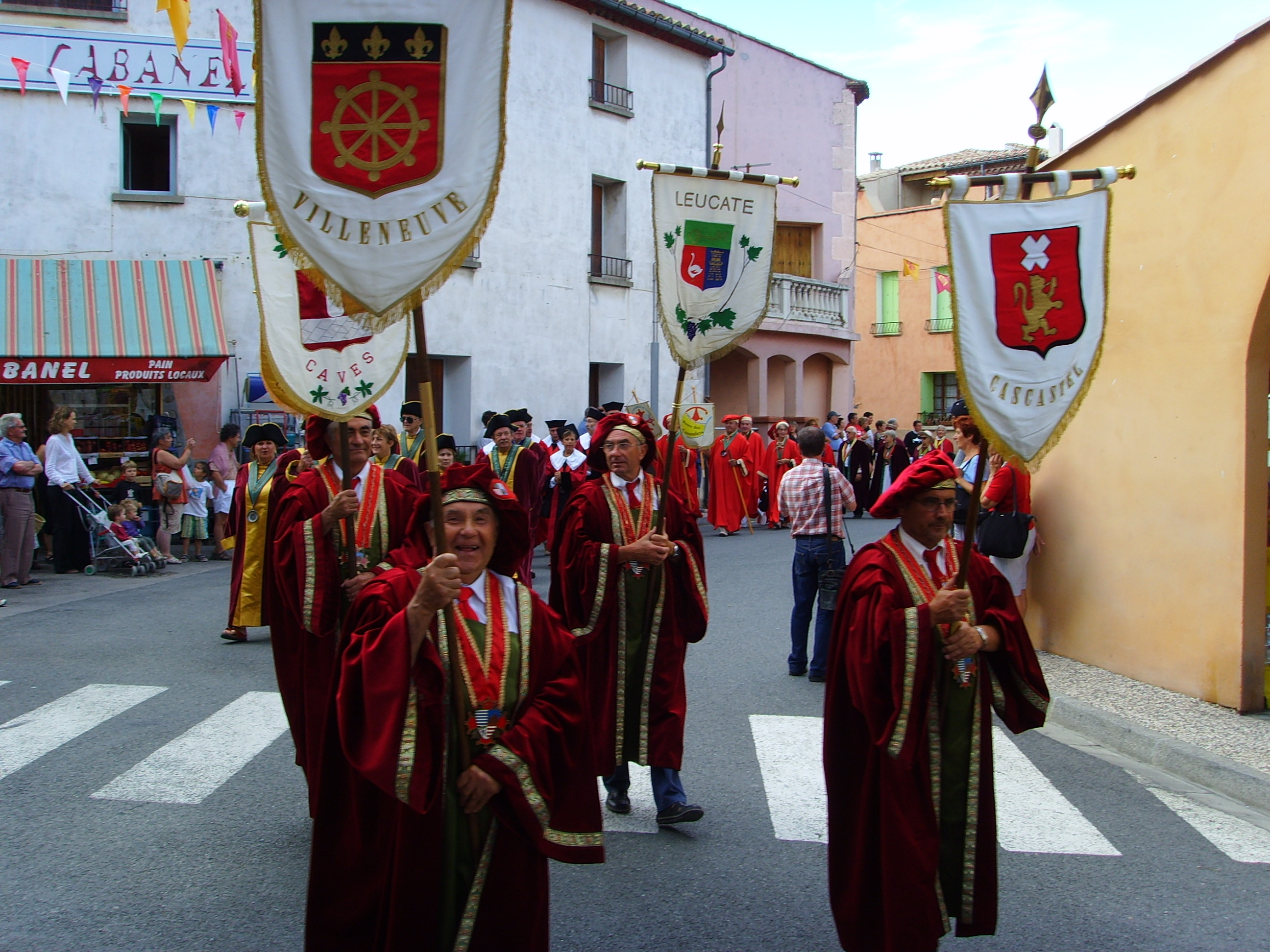
Fête vigneronne d'été.

- Chapelle Notre-Dame-de-Santé de Paziols.
- Le moulin de la Tour.
- Le pont roman.
- La fontaine de Cucugnan.
- La fontaine des Eaux.
- La Prade.
- La Pachère.
- La Pierre d'Albaz.

## Festivité
- Fête vigneronne d'été

### Personnalités liées à la commune
- Claude Nougaro a vécu à Paziols à partir de 1994. Il avait une maison en haut du village, juste à côté de l'église. Certaines des chansons de son album L'Enfant Phare (sorti en 1997) y ont été écrites, dont une à propos du Verdouble.
- Olivier de Termes (1200-1274), seigneur de Termes et de Paziols.